# Марія Лесів
Марія Лесів (1978, Городенка) — канадська дослідниця українського походження, докторка фольклористики, викладачка кафедри фольклористики Меморіального університету Ньюфаундленду. Авторка книги «The Return of Ancestral Gods: Modern Ukrainian Paganism as an Alternative Vision for a Nation» (Повернення рідних богів: Українське рідновірство як альтернативна візія нації). Наукові інтереси охоплюють дослідження діаспори, фольклор та будування національно-етнічної ідентичності, нові релігійні рухи, зокрема неоязичництво.

## Біографія
Народилася в Городенці (Івано-Франківська область). Батько — тележурналіст, мати — художниця, викладає в Івано-Франківському художньому училищі. Навчалася у Львівській національній академії мистецтв, у 2001 році отримала диплом спеціаліста в галузі образотворчого, прикладного і декоративного мистецтва, у 2001—2003 роках була на аспірантурі з історії та теорії мистецтва. 2003 року вступила на магістратуру на кафедру фольклористики імені Гуцуляків Альбертського університету, яку закінчила 2005 року і вступила на докторантуру. 2011 року захистила дисертацію, присвячену українському неоязичництву (тема дисертації: «Modern Paganism Between East and West: Construction of an Alternative National Identity in Ukraine and the Ukrainian Diaspora»).
Працювала в Kule Centre for Ukrainian and Canadian Folklore, University of Alberta. 2008 року одружилася з Браєном Черевиком (Brian Anthony Cherwick). 2011 року отримала посаду доцентки (Assistant Professor) в Меморіальному університеті Ньюфаундленду. 2013 року у видавництві Монреальського університету Мак-Гіл вийшла її книжка «The Return of Ancestral Gods: Modern Ukrainian Paganism as an Alternative Vision for a Nation» (Повернення рідних богів: Українське рідновірство як альтернативна візія нації).